# Anoectangium hanningtonii
Anoectangium hanningtonii är en bladmossart som beskrevs av Mitten 1888. Anoectangium hanningtonii ingår i släktet Anoectangium och familjen Pottiaceae. Inga underarter finns listade i Catalogue of Life.